# Smygehamn
Smygehamn ist eine Ortschaft (tätort) in der schwedischen Provinz Skåne län und der historischen Provinz Schonen. Der Ort in der Gemeinde Trelleborg ist der südlichste Ort Schwedens.
Die Ortschaft hieß bis 1950 Östratorp und war Hauptort der damals gleichnamigen Gemeinde. Etwa einen Kilometer westlich von Smygehamn liegt Smygehuk, der südlichste Punkt Schwedens.